# Cradle Mountain

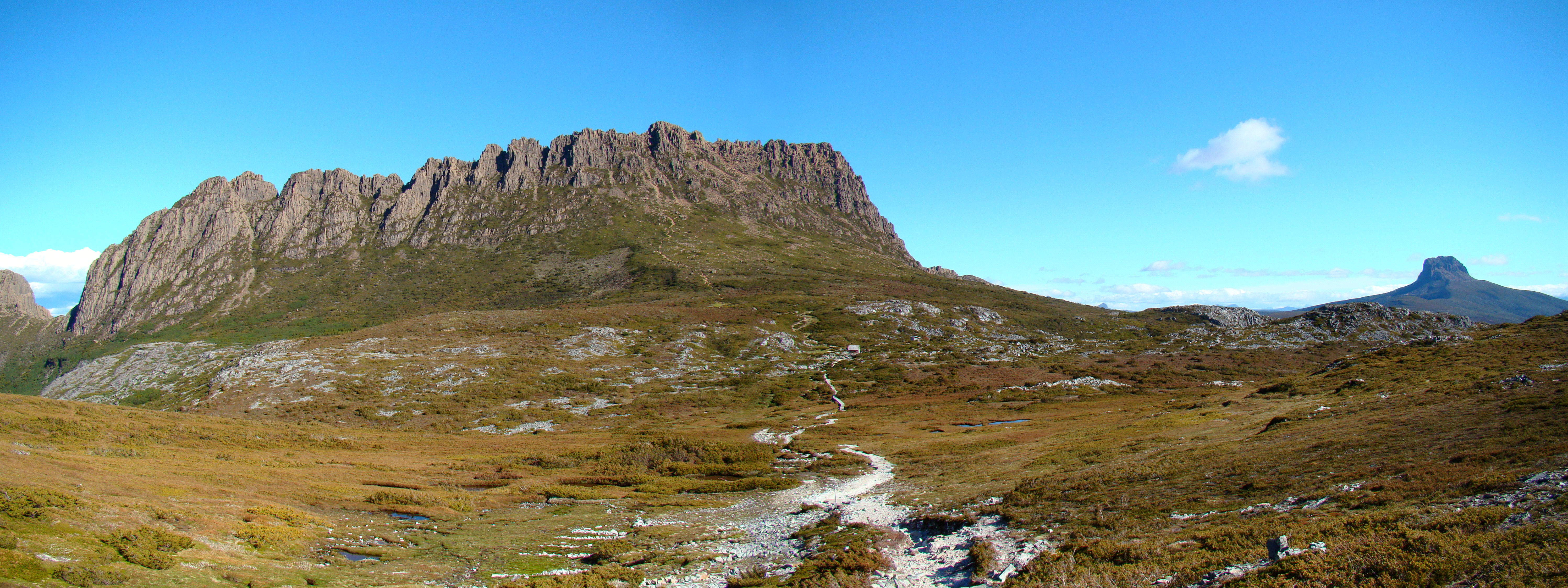
Panoramablick von Westen mit Cradle Mountain und in der Ferne Barn Bluff

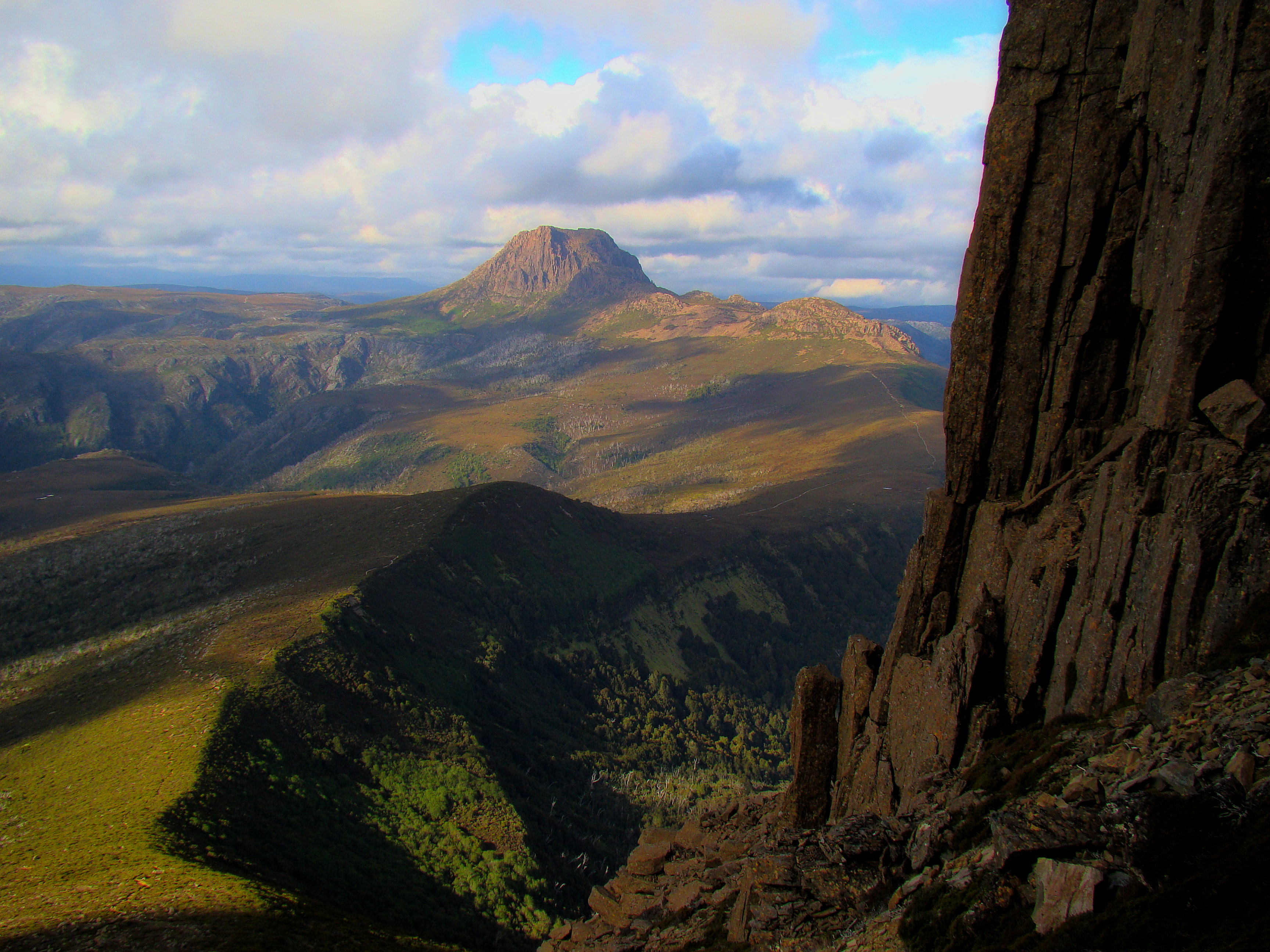
Cradle Mountain von Süden vom benachbarten Barn Bluff

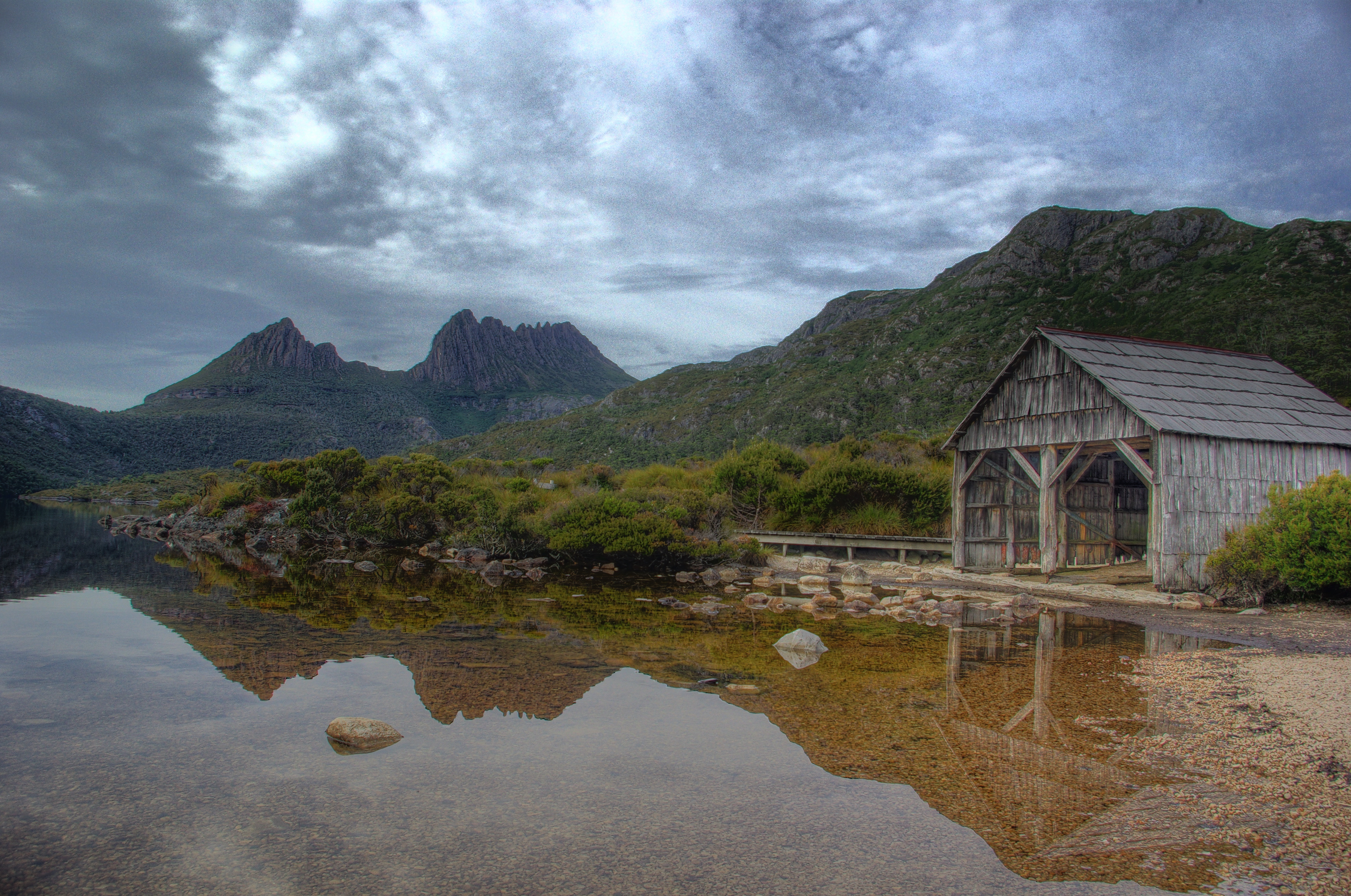
Cradle Mountain vom Dove Lake. Das Bootshaus wurde in den 1940er-Jahren errichtet.

Der Cradle Mountain ist ein 1545 Meter hoher Berg im Westen des australischen Bundesstaates Tasmanien.

## Geographie
Er liegt im Nordteil des Cradle-Mountain-Lake-St.-Clair-Nationalparks und ist wegen seiner Schönheit eine der wichtigsten Sehenswürdigkeiten in Tasmanien. Der Berg besteht aus Diabassäulen, ähnlich wie andere Berge in dieser Region.
Der Cradle Mountain erhebt sich über den von Gletschern geformten Seen Dove Lake, Lake Wilks und Crater Lake.
Er besitzt vier Gipfel. Der Höhe nach geordnet sind dies der Cradle Mountain (1.545 Meter), der Smithies Peak (1.527 Meter), der Weindorfers Tower (1.459 Meter) und der Little Horn (1.355 Meter).

## Name
Der Berg wurde 1827 von Joseph Fossey nach seiner Ähnlichkeit mit einer Wiege (englisch cradle) benannt.

## Flora
Die Gegend ist mit vielfältiger alpiner und subalpiner Vegetation bewachsen, zum Beispiel der farbenreichen Sommerbuche (Nothofagus gunnii) und dem Buttongras (Gymnoschoenus spherocephalus), das die feuchten, alpinen Sauergraswiesen dominiert. Die Sommerbuche ist eine Besonderheit, da die australische Flora meist immergrün ist. Weitere Pflanzen am Berg sind Herzbeere, alpine Erdbeere, Telopea, sichelförmige Schuppenfichte und zypressenähnliche Schuppenfichte.

## Wanderwege
Hier beginnt der Overland Track, ein weltbekannter Fernwanderweg. Der Wanderweg schlängelt sich durch eine Reihe unterschiedlicher Landschaften bis zu seinem Ende nach 80 Kilometern am Lake St. Clair, Australiens tiefstem See.

### Aufstieg
In der Gegend um den Cradle Mountain gibt es eine Reihe von Wanderwegen. Der Berg wird das ganze Jahr über häufig von Touristen erstiegen. Vom Parkplatz am Dove Lake nimmt der anstrengende Weg einschließlich Rückweg sechseinhalb Stunden in Anspruch. Der Aufstieg über den felsigen Teil erfordert mehrere hundert Meter weit das Überklettern großer Felsblöcke. Beim Aufstieg ist besonders auf das Wetter zu achten, das sich in dieser Gegend jederzeit rasch verschlechtern kann. Vom Gipfel hat man einen spektakulären Rundumblick auf dem Dove Lake, den Barn Bluff und den Mount Ossa.

## Zufahrt zu Park und Region
Am Ronny Creek, dem Ausfluss des Lake Dove, gibt es einen Parkplatz, der etwa acht Kilometer vom Besucherzentrum des Nationalparks entfernt ist. Zum Besucherzentrum ist ein Shuttle-Bus eingerichtet.
Neben der Anfahrtsmöglichkeit mit dem eigenen PKW oder einer Wanderung auf dem Overland Track gibt es auch noch einen Fernbusverkehr von Launceston und Devonport. Viele private Bustouren halten ebenfalls am Besucherzentrum.